# Союз комуністів Югославії
Союз комуністів Югославії (серб. Савез комуниста Југославије/Savez komunista Jugoslavije, до 1952 — Комуністична партія Югославії, серб. Комунистичка партија Југославије/Komunistička partija Jugoslavije) — керівна партія комуністичної спрямованості в Соціалістичній Федеративній Республіці Югославія (до 1990). Заснована в 1919 році як Комуністична партія Королівства сербів, хорватів і словенців.

## Історія
Створена в квітні 1919 року і вже на виборах до Установчої скупщини в листопаді 1920 року посіла третє місце, після чого вже в грудні того ж року комуністична діяльність була заборонена. У відповідь активісти Компартії почали вести терористичну діяльність проти Югославії. Партія залишалася в підпіллі до початку Другої світової війни, а партійні діячі піддавалися арештам із боку королівських властей. 
Після нападу Третього Рейху на Югославію в 1941 партизанський комуністичний рух на чолі з Тіто розгорнув широкомасштабну війну проти окупантів і колабораціоністів. Після звільнення країни в 1945 році партія встановила в країні однопартійний тоталітарний режим, який проіснував до 1990 року.

## Склад членів
- Комуністична партія Сербії
  - Союз комуністів Воєводини
  - Союз комуністів Косова
- Союз комуністів Чорногорії
- Комуністична партія Боснії та Герцеговини
- Комуністична партія Хорватії
- Македонська комуністична партія
- Комуністична партія Словенії

## Джерело
- Драгослав Јанковић, ИСТОРИЈСКА БИБЛИОТЕКА